# That '80s Show
That '80s Show è una sitcom statunitense andata in onda nel 2002 su Fox. Nonostante la somiglianza del titolo, la stessa struttura e molti degli stessi sceneggiatori e produttori, non viene considerato come un sequel diretto della serie precedente That '70s Show.
La serie è ambientata nel 1984 e si concentra sulle vite di un gruppo di amici residenti a San Diego, in California. Ha debuttato negli Stati Uniti d'America il 23 gennaio 2002 e la puntata finale è stata trasmessa il 29 maggio dello stesso anno.
In Italia la serie è inedita.

## Trama
La sitcom racconta delle vite del povero musicista Corey Howard e i suoi conoscenti, amici e famiglia. La sua relazione amorosa con June Tuesday è anche un punto focale e rimarrà l'argomento principale per qualche episodio. Gli episodi successivi, invece, si focalizzano sullo scontro culturale dello stile di vita dei due. 

## Personaggi e interpreti
- Corey Howard, interpretato da Glenn Howerton.
È un musicista ansioso che vive a casa con sua sorella Katie e suo padre. Corey lavora a Permanent Record, un negozio di dischi. Cerca costantemente di ribellarsi alla crescente cultura mainstream che lo circonda, a differenza del suo migliore amico, Roger. Ha anche frequentato Sophia prima dell'inizio della serie, in quanto nell'episodio pilota si sono lasciati da poco. Cerca di lavorare per suo padre, ma fallisce miseramente e torna al negozio di dischi.
- Katie Howard, interpretata da Tinsley Grimes.
È la sorella di Corey, tornata al college per specializzarsi in Scienze Ambientali. Cerca di convincere la famiglia ad adottare metodi rispettosi dell'ambiente, come comprare carta igienica fatta con vecchi dizionari. Esce con Owen, che è in Marina.
- Roger Park, interpretato da Eddie Shin.
È il migliore amico di Corey, un trafficante di auto usate e aspirante yuppie come R.T.. Affitta una stanza sopra il garage della famiglia Howard e ammira Ronald Reagan. Cerca costantemente di migliorare il suo aspetto, e ascolta i nastri di autoformazione motivazionale. Incontra Patty attraverso Tuesday alla fine della serie, così i due iniziano una relazione.
- June Tuesday, interpretata da Chyler Leigh.
È una punk-rocker che lavora anche a Permanent Record. Ha i capelli con le punte all'insù, in stile liberty spikes (è vista coi capelli giù solo quattro volte). Alla fine diventa la fidanzata di Corey a metà della serie, dopo tanta tensione e amore/odio tra i due. È cresciuta a Las Vegas, ed è figlia di un pastore, ma la serie è finita prima che qualsiasi ulteriore informazione sulla sua famiglia potesse essere rivelata. Viene chiamata semplicemente col suo cognome Tuesday; il suo nome, Jane, viene menzionato una sola volta come espediente narrativo nell'episodio My Dead Friend.
- Sophia, interpretata da Brittany Daniel.
È la ex-ragazza bisessuale di Corey che ha una cotta non corrisposta per la sorella di Corey, Katie. In seguito diventerà il direttore di marketing affamato di potere alla Videx, la società di proprietà di R.T., e si trasferirà nella casa di famiglia verso la fine della serie. Ha una sorella gemella identica di nome Bianca.
- R.T. Howard, interpretato da Geoff Pierson.
È il padre divorziato di Katie e Corey. Titolare della "Videx", una piccola azienda che produce e vende attrezzature per il fitness personale come il Butt Luge e il Gut Wacker. Si affida pesantemente a Katie per gestire la casa, e si prodiga con oggetti costosi, come una vasca idromassaggio e una videocamera, per simboleggiare gli eccessi degli anni '80.

- Margaret, interpretata da Margaret Smith.
È una ex-hippie/rock groupie. Proprietaria di Permanent Record, il negozio di dischi in cui Corey e Tuesday lavorano. Di solito racconta una breve storia riguardante il suo passato con vari musicisti e gruppi rock in ogni episodio. Spesso insulta i clienti e li espelle dal negozio quando cercano/acquistano musica che ritiene inadeguata.

## Colonna sonora
In ciascun episodio sono state utilizzate diverse hit degli anni '80, sia come sfondo sonoro di una scena sia cantate da uno o più personaggi:
- Eighties: Let Me Go (Heaven 17); Eighties (Killing Joke, sigla iniziale degli episodi); Once in a Lifetime (Talking Heads); What Difference Does It Make? (The Smiths); Love is a Battlefield (Pat Benatar), Slip It In (Black Flag); Add It Up (Violent Femmes); Close to You, (The Carpenters).
- Corey's Remix: Heartbeat (The Psychedelic Furs); Come on Eileen (Dexys Midnight Runners, Rock the Casbah (The Clash); Strip (Adam Ant).
- Tuesday Comes Over: Who's Behind the Door? (Zebra); No Rest for the Wicked (Helix); Dress You Up (Madonna).
- Valentine's Day: In the Name of Love (Thompson Twins); Modern Love (David Bowie); I Want Candy (Bow Wow Wow).
- My Dead Friend: 99 Luftballons (Nena); The Great Unknown (Elvis Costello e The Attractions); People Who Died (Jim Carroll Band).
- Spring Break '84: As Far as I Know (Paul Westerberg); I Ran (A Flock of Seagulls); Whatever Happened to You? (Stan Ridgway); Cruel Summer, (Bananarama).
- Katie's Birthday: Guitar, Talk, Love & Drums (Gary Myrick); Up Where We Belong (Joe Cocker e Jennifer Warnes, If I Didn't Love You (Squeeze).
- After The Kiss: This Is Radio Clash (The Clash); Goo Goo Muck (The Cramps); Steppin' Out (Joe Jackson).
- Double Date: I'll Tumble 4 Ya (Culture Club); Meeting in the Ladies Room (Klymaxx); She Talks in Stereo (Gary Myrick e altri personaggi)
- Punk Club: Karma Chameleon (Culture Club); Together Forever (Rick Astley); Footloose (Kenny Loggins).
- Road Trip: I'm So Excited (The Pointer Sisters); Balls to the Wall (Accept); Heartbreaker (Pat Benatar); I Love LA (Randy Newman).
- Sophia's Depressed: We're Not Gonna Take It (Twisted Sister); The Reflex (Duran Duran).
- Beach Party: We Got the Beat (The Go-Go's); Time the Avenger (The Pretenders).

## Episodi
| Stagione       | Episodi | Trasmissione originale | Trasmissione originale |
| Stagione       | Episodi | Prima trasmissione     | Ultima trasmissione    |
| -------------- | ------- | ---------------------- | ---------------------- |
| Prima stagione | 13      | 23 gennaio 2002        | 29 maggio 2002         |